# Żarlinek południowy
Żarlinek południowy (Paederus schoenherri) – gatunek chrząszcza z rodziny kusakowatych i podrodziny żarlinków.
Gatunek ten został opisany w 1889 roku przez Gustava Czwalinę.
Chrząszcz o wydłużonym i lekko wypukłym ciele długości od 8,5, do 10 mm. Głowę charakteryzuje głębokie, duże, a na skroniach gęste punktowanie. Czułki mają czarne wierzchołki. Głaszczki szczękowe mają czarniawe wierzchołki ostatnich członów. Przedplecze ma boczne brzegi delikatnie i tylko w części tylnej obrębione. Pokrywy są krótsze od przedplecza, ku tyłowi wyraźnie rozszerzone, o zredukowanych barkach. Odległości między punktami na pokrywach są znacznie większe niż średnice tych punktów. Tylna para skrzydeł zupełnie zanikła. Ubarwienie odnóży cechują czarne wierzchołki ud.
Owad znany z Niemiec, Szwajcarii, Austrii, Włoch, Łotwy, Polski, Czech, Słowacji, Węgier, Ukrainy, Chorwacji, Bośni i Hercegowiny, Serbii, Czarnogóry, Albanii, Bułgarii i południowej Rosji (Kaukazu). Gatunek górski, ciepłolubny. Zasiedla piaszczyste i żwirowate pobrzeża potoków i stawów oraz nasłonecznione stanowiska w okolicach wód, zwłaszcza o podłożu wapiennym.